# Departamento Administrativo Nacional de Estadística
Pour les articles homonymes, voir DANE.
Le Departamento Administrativo Nacional de Estadística ou DANE, en français Département administratif national de statistiques, est une institution colombienne responsable de la planification, l'obtention, le traitement, l'analyse et la diffusion des statistiques officielles. Elle est rattachée à la branche exécutive de l'État.
Elle fut responsable du recensement de 2005 qui détermina la taille de population colombienne à près de 42 millions d'habitants.

## Histoire
En octobre 1951 et à la suite du Décret 2240, la « Oficina Nacional de Estadística » est séparée de la « Contraloría General de la República », créant une entité appelée « Dirección Nacional de Estadística », dépendant directement de la présidence de la République.
En octobre 1953, sous le gouvernement du général Gustavo Rojas Pinilla, le Décret 2666 crée le Departamento Administrativo Nacional de Estadística (DANE). Le poète Luis Vidales en prend la direction après son retour en Colombie. Il fut réorganisé en 1968 par le président Carlos Lleras Restrepo (Décret 3167) et en décembre 1992, sous le gouvernement de César Gaviria, une nouvelle restructuration fut engagée (Décret 2118).
À la suite du Décret 1174 du 29 juin 1999, sous le gouvernement d'Andrés Pastrana, le DANE prend sous sa tutelle l'institut géographique Agustín Codazzi. Avec le Décret 1151 du 19 juin 2000, une nouvelle structure organisationnelle est adoptée, les ajustements étant réglés par le Décret 1187 du 28 juin 2000.
Le Décret 263 du 28 janvier 2004, sous le gouvernement d'Álvaro Uribe, modifie à nouveau l'organigramme du Departamento Administrativo Nacional de Estadística.